# La Bañeza
La Bañeza – gmina w Hiszpanii, w prowincji León, w Kastylii i León, o powierzchni 19,71 km². W 2011 roku gmina liczyła 10 843 mieszkańców.